# Union Internationale Artistique de Vaucouleurs

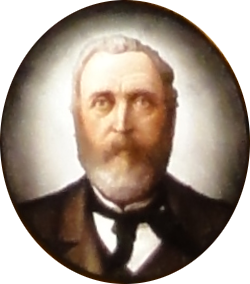
Porträt Piersons

Die Union Internationale Artistique de Vaucouleurs, vormals Institut Catholique de Vaucouleurs, war eine Manufaktur für christliche Kunst, die 1865 in Vaucouleurs, einer Stadt im Département Meuse (die vor allem durch die französische Nationalheldin Jeanne d’Arc bekannt wurde), von dem Bildhauer Martin Pierson gegründet wurde.
Die Manufaktur stellte Werke her, die hauptsächlich für die Dekoration von Kirchen, Kapellen oder Betsälen bestimmt waren: Statuen und Gruppen aus verschiedenen Materialien (gehärteter Gips, Terrakotta, Gusseisen, Bronze, Marmor, Holz, Kunststoff, Carton-romain, dazu Einrichtungselemente (Altäre, Predigtkanzeln, Stände, Taufbecken, Bänke und Sessel, Truhen u. a.) und Glasbilder. Werke aus Gusseisen oder Bronze wurden für Pierson von der Fonderie de Tusey (ebenfalls in Vaucouleurs) gegossen.
Im Jahr 1881 wurde aus dem „Institut“ die Union Internationale Artistique de Vaucouleurs. Sie bestand bis 1967.

## Allgemeines
Das Besondere der Manufaktur war, dass die Werke teilweise in großer Anzahl gefertigt wurden und nach Katalogen bestellt werden konnten; das erste Bild zeigt die Titelseite eines Katalogs vom Oktober 1904, das zweite eine Madonna mit Kind, das dritte eine Weihnachtskrippe (aus carton-romain). Auch Kalvarienberge wurden ausgestaltet; hier wird ein Kalvarienberg in Montréal gezeigt.

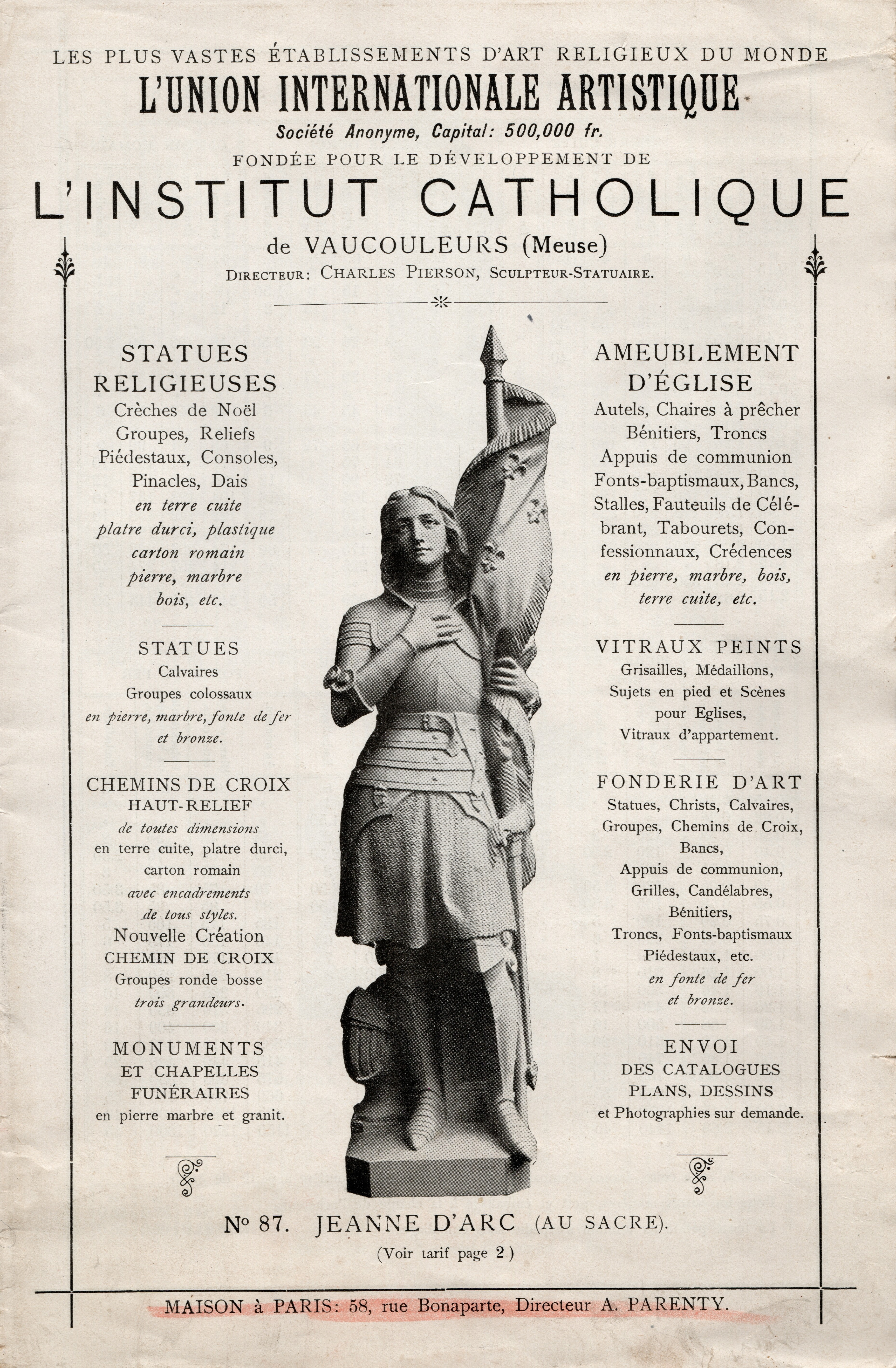
Jeanne d’Arc bei der Krönung König Karls VII.
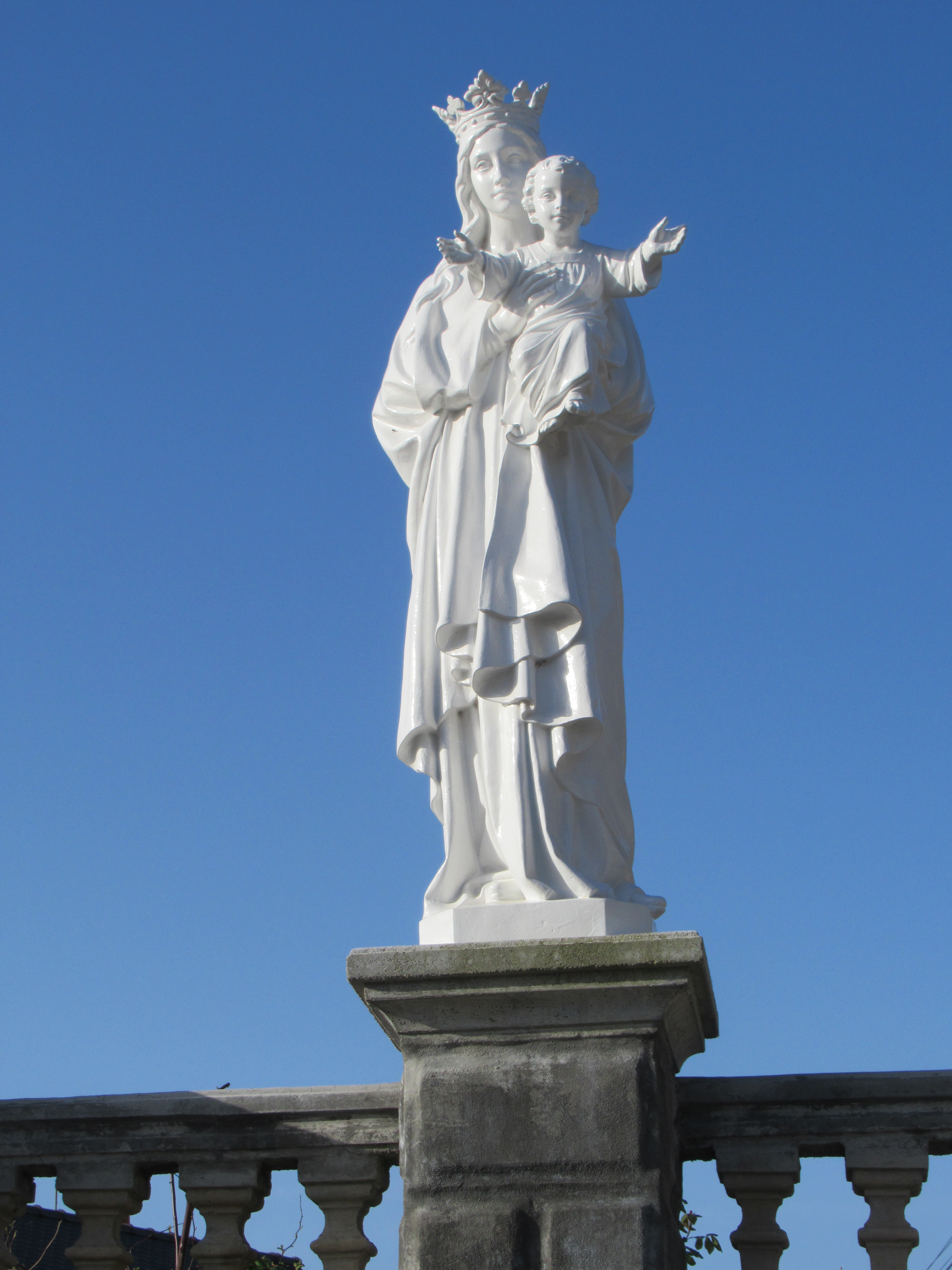
Madonna in Penvénan in der Region Bretagne.
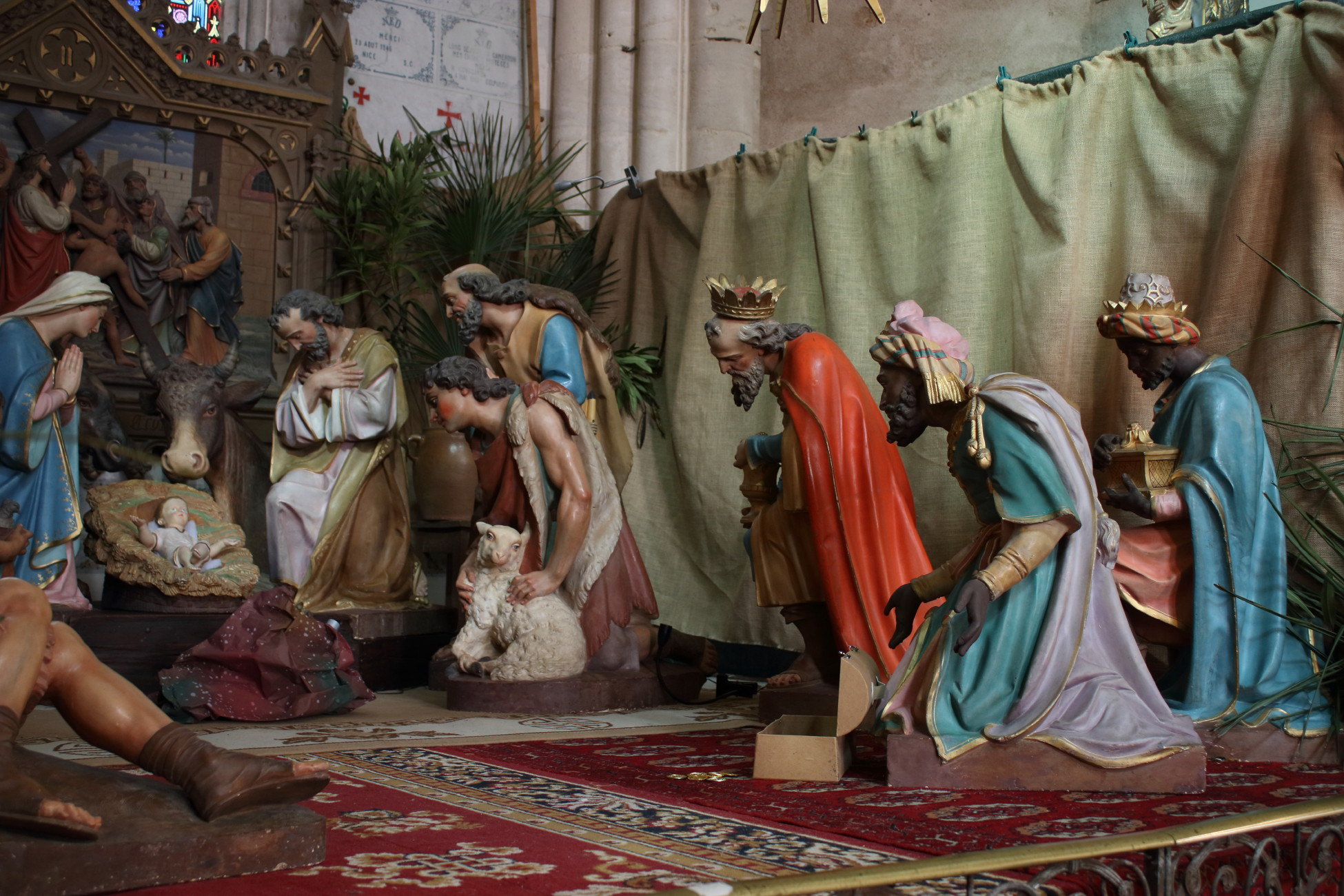
Krippe von 1887
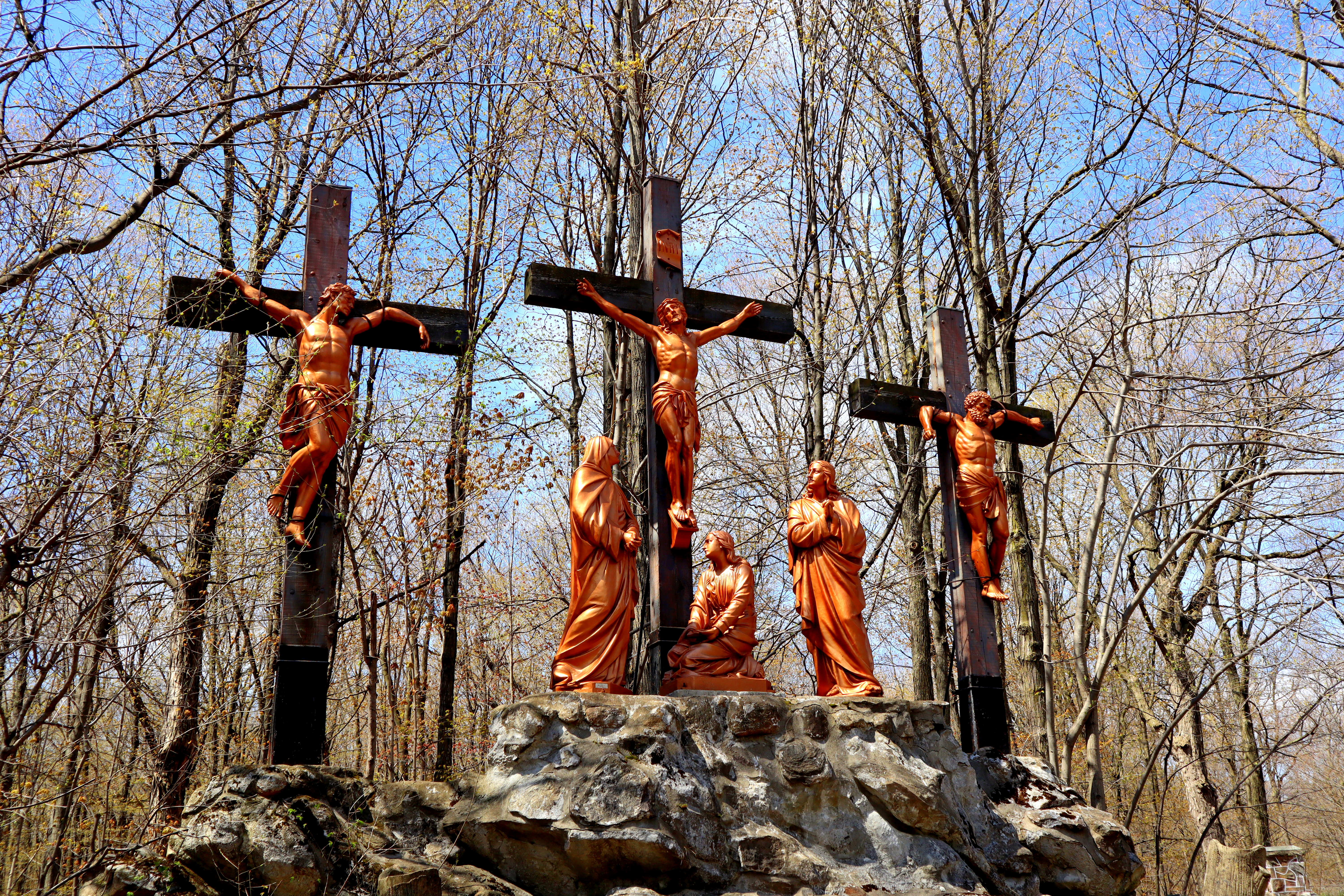
Kalvarienberg in Montréal.

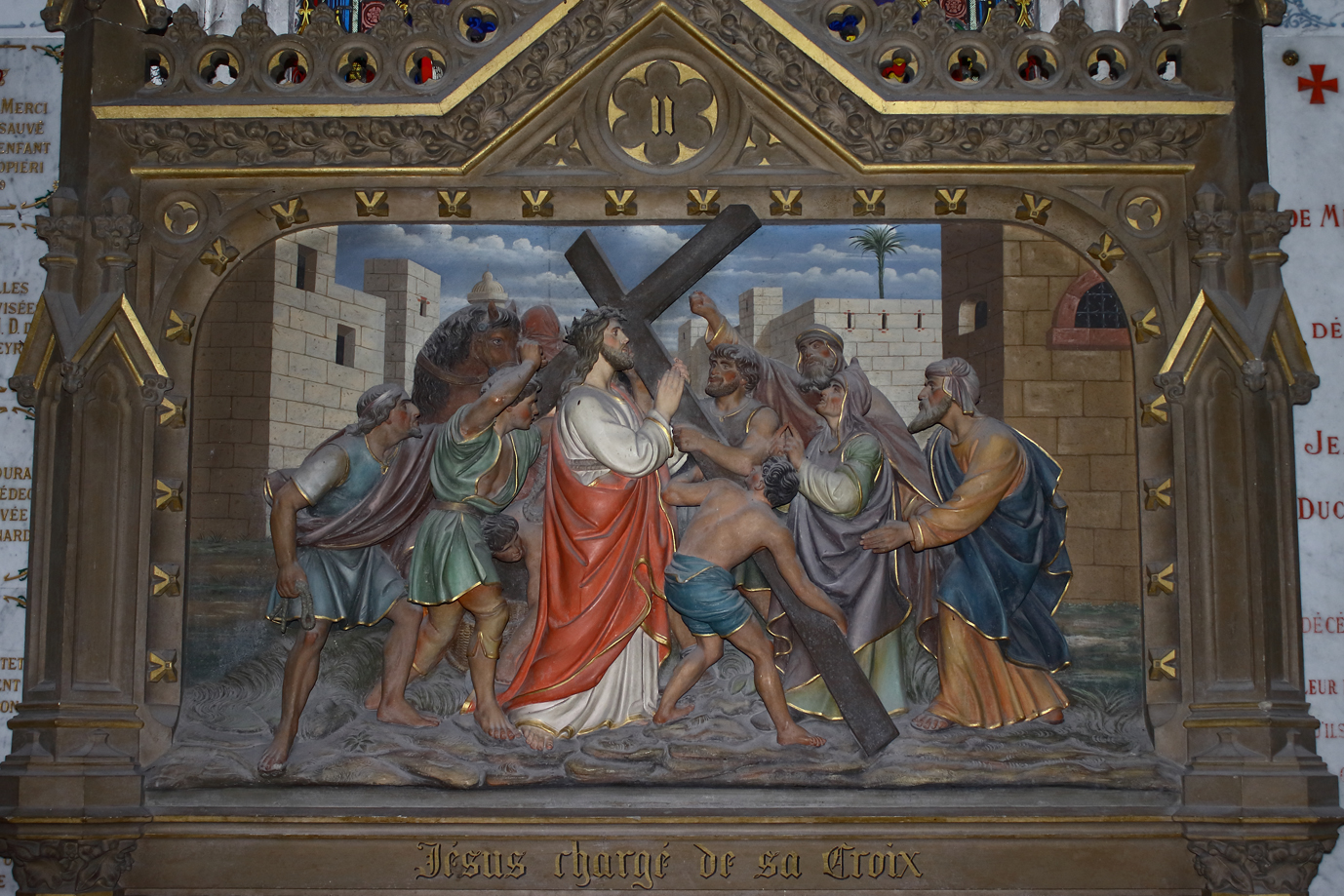
Jesus mit seinem Kreuz beladen

Die Manufaktur hat auch eine große Anzahl von Darstellungen für Kreuzwege erstellt; dazu hat sie um das Jahr 1900 einen eigenen Katalog herausgegeben. Das Bild zeigt ein Beispiel, das für die Basilika Notre-Dame-des-Enfants in Châteauneuf-sur-Cher geschaffen wurde.

## Die Marienstatue in Saxon-Sion

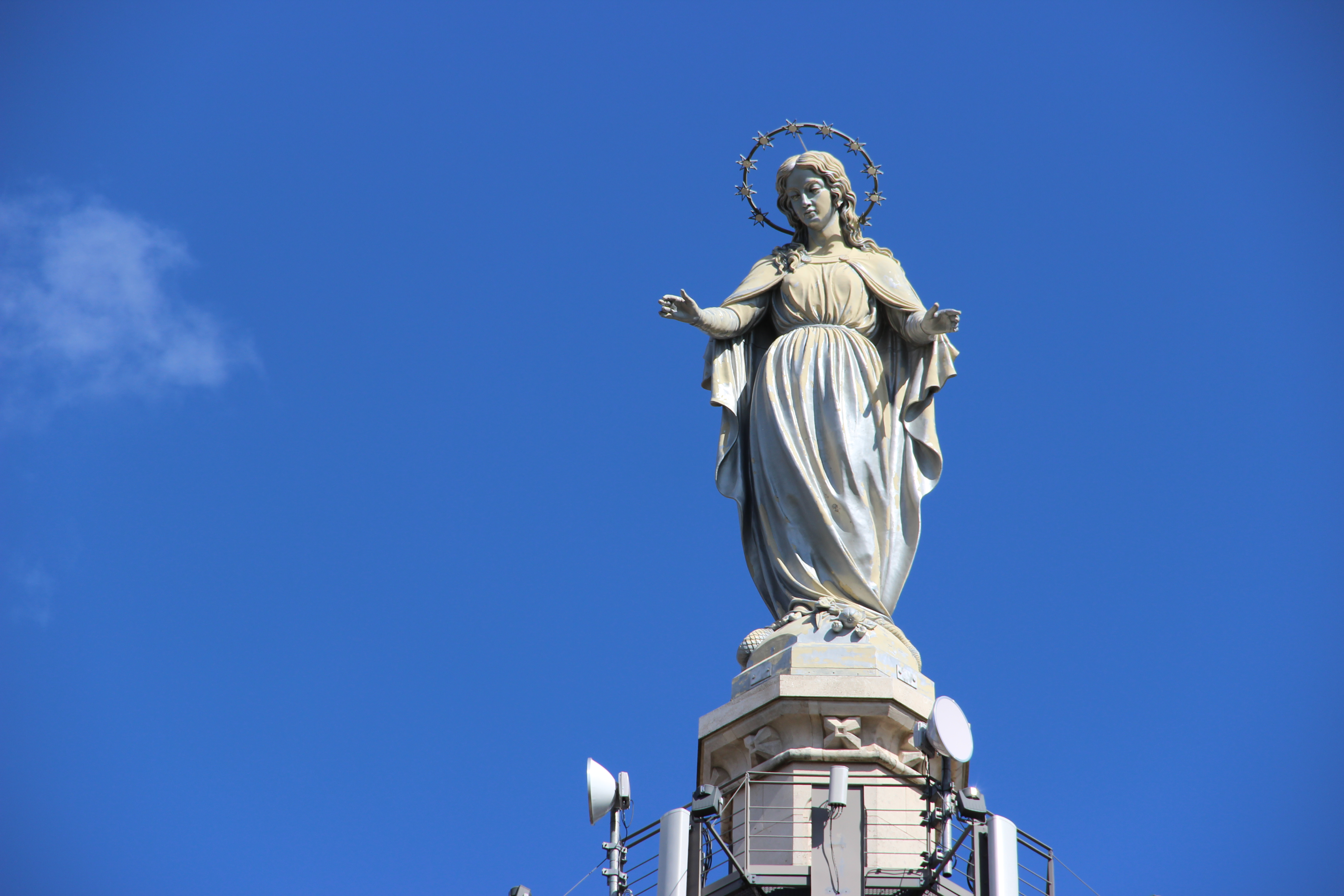
Marienstatue in Sion

Auf den 45 Meter hohen Turm der Basilika Notre-Dame de Sion wurde im Jahr 1871  eine Marienstatue aufgesetzt, die von Piersons „Union Internationale“ entworfen und von Tusey gegossen wurde. Die Statue ist sieben Meter hoch und wiegt acht Tonnen.

## Lieferungen in andere Länder
Werke des Instituts wurden nicht nur in Frankreich verkauft, sondern auch in die USA und nach Kanada, dort vor allem in die frankophone Provinz Québec; vgl. dazu den Artikel Scala Santa, insbesondere den Abschnitt Nordamerika/Montréal mit Anm. 5. Dazu gehört das vierte Bild der obigen „Galerie“.

## Notre-Dame du Mékong
Auch in Gebiete, die früher zu Französisch-Indochina gehörten, sind Statuen der Union Internationale Artistique de Vaucouleurs gelangt. Zwei davon wurden, wahrscheinlich in der Zeit des Wütens der Roten Khmer, in den Mekong-Fluss geworfen. Diese „Marienstatuen aus dem Mekong“ wurden in 2008 bzw. 2012 aus dem Wasser des Flusses geborgen.

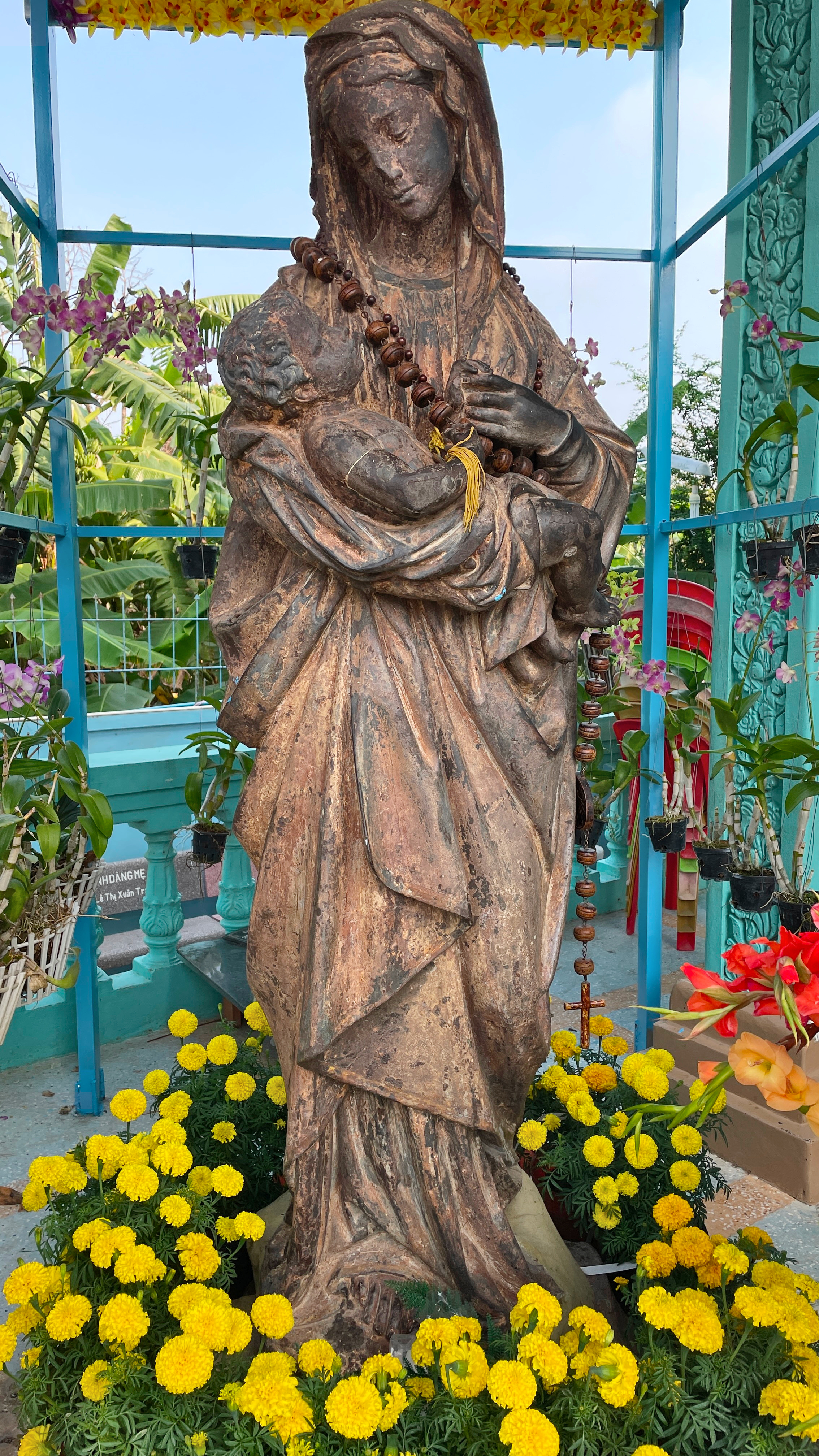
Statue, die 2012 gefunden wurde: Notre-Dame de la Providence